# Гранит-Фоллс (Міннесота)
Гранит-Фоллс (англ. Granite Falls) — місто (англ. city) в США, в округах Чиппева і Єллоу-Медісін штату Міннесота. Населення — 2737 осіб (2020).

## Географія
Гранит-Фоллс розташований за координатами 44°48′39″ пн. ш. 95°32′21″ зх. д. / 44.81083° пн. ш. 95.53917° зх. д. (44.810825, -95.539091). За даними Бюро перепису населення США в 2010 році місто мало площу 9,88 км², з яких 9,29 км² — суходіл та 0,59 км² — водойми.

### Клімат
| Клімат : Гранит-Фоллс   | Клімат : Гранит-Фоллс | Клімат : Гранит-Фоллс | Клімат : Гранит-Фоллс | Клімат : Гранит-Фоллс | Клімат : Гранит-Фоллс | Клімат : Гранит-Фоллс | Клімат : Гранит-Фоллс | Клімат : Гранит-Фоллс | Клімат : Гранит-Фоллс | Клімат : Гранит-Фоллс | Клімат : Гранит-Фоллс | Клімат : Гранит-Фоллс | Клімат : Гранит-Фоллс |
| Показник                | Січ.                  | Лют.                  | Бер.                  | Квіт.                 | Трав.                 | Черв.                 | Лип.                  | Серп.                 | Вер.                  | Жовт.                 | Лист.                 | Груд.                 | Рік                   |
| Середній максимум, °C   | −4,6                  | −1,9                  | 4,4                   | 14,2                  | 21,6                  | 26,4                  | 29,2                  | 27,7                  | 22,9                  | 15,2                  | 5,4                   | −3,3                  | 13,2                  |
| Середня температура, °C | −10,8                 | −8,1                  | −1,1                  | 7,3                   | 14,4                  | 19,6                  | 22,2                  | 20,9                  | 15,6                  | 8,1                   | −0,4                  | −8,6                  | 6,7                   |
| Середній мінімум, °C    | −17,1                 | −14,2                 | −6,7                  | 0,5                   | 7,3                   | 12,8                  | 15,3                  | 14,1                  | 8,1                   | 0,9                   | −6,2                  | −13,9                 | 0,2                   |
| Норма опадів, мм        | 17.8                  | 17.8                  | 33.0                  | 61.0                  | 76.2                  | 91.4                  | 76.2                  | 83.8                  | 83.8                  | 61.0                  | 35.6                  | 17.8                  | 655.3                 |
| ----------------------- | --------------------- | --------------------- | --------------------- | --------------------- | --------------------- | --------------------- | --------------------- | --------------------- | --------------------- | --------------------- | --------------------- | --------------------- | --------------------- |
| Джерело:                |                       |                       |                       |                       |                       |                       |                       |                       |                       |                       |                       |                       |                       |

## Демографія
Згідно з переписом 2010 року, у місті мешкало 2897 осіб у 1282 домогосподарствах у складі 747 родин. Густота населення становила 293 особи/км². Було 1417 помешкань (143/км²).
Расовий склад населення:
| - 89,9 % — білих - 5,2 % — корінних американців - 0,6 % — чорних або афроамериканців - 0,4 % — азіатів - 1,8 % — осіб інших рас |

До двох чи більше рас належало 2,1 %. Частка іспаномовних становила 4,7 % від усіх жителів.
За віковим діапазоном населення розподілялося таким чином: 21,5 % — особи молодші 18 років, 57,8 % — особи у віці 18—64 років, 20,7 % — особи у віці 65 років та старші. Медіана віку мешканця становила 43,0 року. На 100 осіб жіночої статі у місті припадало 93,6 чоловіків; на 100 жінок у віці від 18 років та старших — 90,1 чоловіків також старших 18 років.
Середній дохід на одне домашнє господарство становив 56 526 доларів США (медіана — 44 432), а середній дохід на одну сім'ю — 64 184 долари (медіана — 56 944). Медіана доходів становила 50 250 доларів для чоловіків та 29 107 доларів для жінок. За межею бідності перебувало 14,6 % осіб, у тому числі 20,1 % дітей у віці до 18 років та 11,9 % осіб у віці 65 років та старших.
Цивільне працевлаштоване населення становило 1215 осіб. Основні галузі зайнятості: освіта, охорона здоров'я та соціальна допомога — 29,6 %, роздрібна торгівля — 12,8 %, мистецтво, розваги та відпочинок — 11,6 %, виробництво — 11,3 %.